# Teresa Bellanova
Teresa Bellanova, née le 17 août 1958 à Ceglie Messapica, est une femme politique italienne, membre du Parti démocrate (PD).
Elle est ministre des Politiques agricoles, alimentaires et forestières de 2019 à 2021.

## Biographie
Teresa Bellanova a commencé à travailler comme ouvrière agricole à l'âge de 14 ans, dès la fin de ses études secondaires sanctionnés par un diplôme des collèges (Licenza media). Elle travaille pendant près de 30 ans au syndicat de la Fédération nationale des ouvriers agricoles (Federbraccianti), jusqu'à devenir coordonnatrice régionale dans les Pouilles. En 1996, elle rejoint la Filtea, le syndicat du secteur de la chaussure et de l'habillement affilié à la Confédération générale italienne du travail (CGIL). Elle en est désignée secrétaire nationale en 2000.
Elle commence sa carrière politique en 2005, en intégrant le conseil national des Démocrates de gauche (DS), parti ayant succédé 15 ans auparavant au Parti communiste italien (PCI). Au cours des élections générales d'avril 2006, elle est élue à la Chambre des députés, où elle siège pendant 12 ans et trois législatures.
Elle est nommée secrétaire d'État du ministère du Travail dans le gouvernement Renzi en 2014, puis vice-ministre du Développement économique dans le gouvernement Gentiloni en 2016. Lors des élections de 2018, elle fait son entrée au Sénat de la République, comme représentante de l'Émilie-Romagne.
Le 5 septembre 2019, Teresa Bellanova est nommée ministre des Politiques agricoles, alimentaires et forestières dans le second gouvernement de l'indépendant Giuseppe Conte, auquel le PD participe.